# Dracy-Saint-Loup
Dracy-Saint-Loup is een gemeente in het Franse departement Saône-et-Loire (regio Bourgogne-Franche-Comté) en telt 567 inwoners (2005). De plaats maakt deel uit van het arrondissement Autun.

## Geografie
De oppervlakte van Dracy-Saint-Loup bedraagt 21,4 km², de bevolkingsdichtheid is 26,5 inwoners per km².
De onderstaande kaart toont de ligging van Dracy-Saint-Loup met de belangrijkste infrastructuur en aangrenzende gemeenten.

## Demografie
Onderstaande figuur toont het verloop van het inwonertal (bron: INSEE-tellingen).